# ダクトロニクス

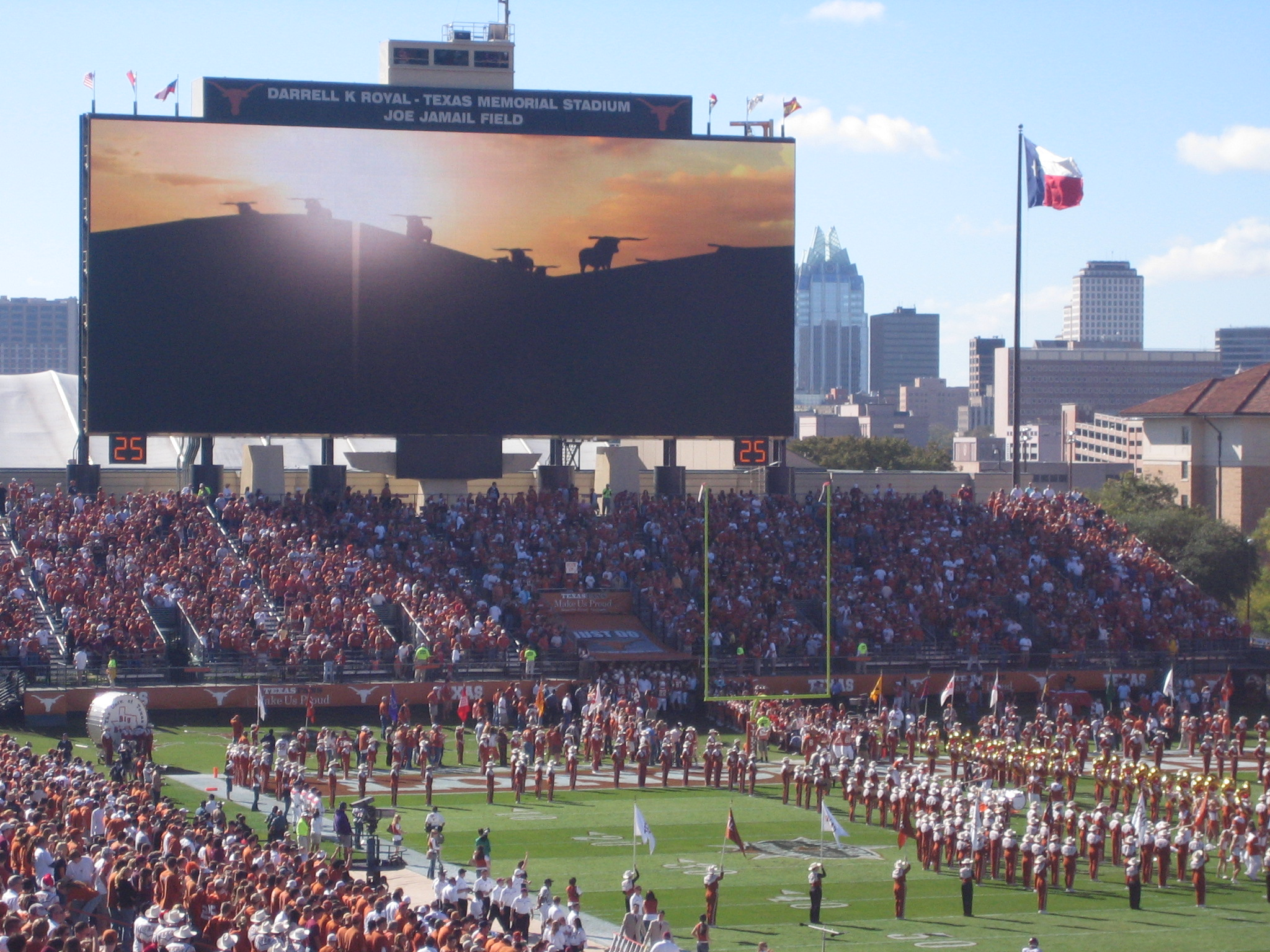
ダクトロニクスの製品「ゴジラトロン」

ダクトロニクス (Daktronics) は、アメリカ合衆国サウスダコタ州に本社を置き、屋外広告やスタジアム用の大型LEDディスプレイを製造販売している電気機器メーカーである。なお、製品名は「ゴジラトロン」である。LED素子は日亜化学工業社製（徳島県）などが使用されている。

## 設置施設

### 野球場
メジャーリーグ
- エンゼル・スタジアム・オブ・アナハイム
- ターゲット・フィールド
- ヤンキースタジアム など30球場中22球場

日本国内
- 神戸総合運動公園野球場（ほっともっとフィールド神戸） - 左・中央側で使用されている[3]。
- ファイターズ鎌ケ谷スタジアム
- 清水岱公園野球場（秋田県山本郡藤里町）

### アリーナ

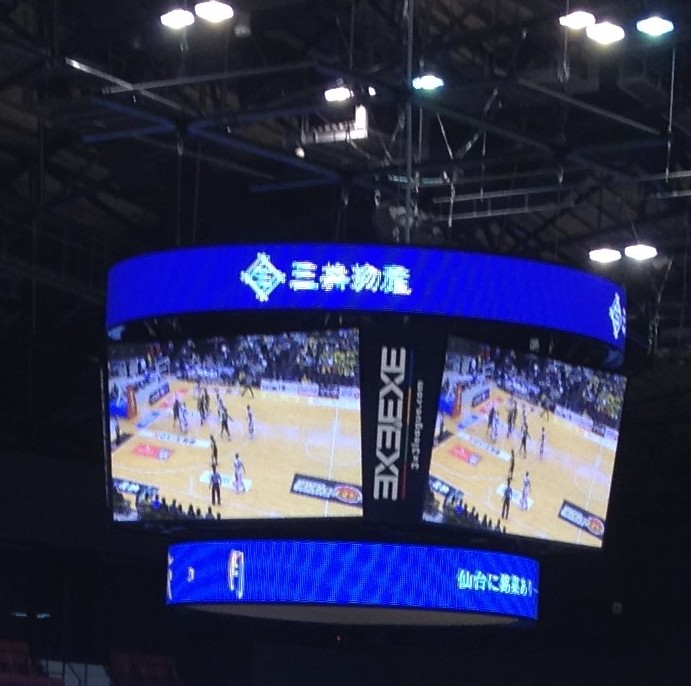
ゼビオアリーナのセンターハング・スコアボード

日本国内
- ゼビオアリーナ仙台
- 由利本荘アリーナ
- 大田区総合体育館
- 滋賀県立体育館
- 富山市総合体育館

## 他社の類似・競合商品
- オーロラビジョン（三菱電機）
- アストロビジョン（パナソニック）
- ジャンボトロン（ソニー）
- スーパーカラービジョン（東芝ライテック）
- スーパーフロンテックビジョン（富士通フロンテック）
- スーパービジョンライザ（赤見電機）